# Энергетика Оренбургской области

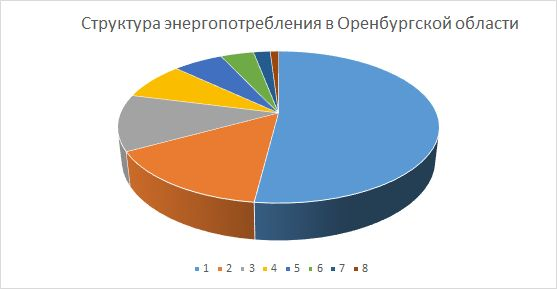
Структура энергопотребления в Оренбургской области. 1-промышленность 52%; 2-население 15%; 3-потери 12%; 4-собственные нужды 8%; 5-транспорт 5,5%; 6-ЖКХ 4%; 7-сельское хозяйство 7%; 8-прочие 1,5%.

Энергетика Оренбургской области — отрасль экономики Оренбургской области. Энергетика Оренбургской области находится в ведении  Министерства экономического развития, промышленной политики и торговли Оренбургской области

## История
В 1920-х годах энергетика Оренбургской губернии состояла из 7 малых дизельных электростанций с суммарной мощностью в 1,6 мегаватта. Одна электростанция была построена в Оренбурге на берегу реки Урал. В годы Великой Отечественной войны резко возрос спрос на электроэнергию, увеличились электрические и тепловые нагрузки на ТЭЦ. В 1943 году в области было создано районное энергетическое управление «Орскэнерго» (позднее – «Оренбургэнерго»), Чкаловский высоковольтный сетевой район.
В 1953 году была введена в строй ЛЭП-110 Орская ТЭЦ — Ириклинская ГЭС, в 1955 году – ЛЭП-110 Кумертау—Оренбург. По этим линиям электроэнергия стала поступать в Оренбург из Башкирии. В области началось строительство крупных ТЭЦ.
Строительство Сакмарской ТЭЦ в Оренбурге начиналось дважды. В 1952-1955 году было подготовлено техническое задание и разработан проект. К началу строительства проект устарел. Промышленность СССР развивалась так быстро, что государственное централизованное планирование порой не успевало все учесть. Планы строительства ТЭЦ-47 с двумя турбоагрегатами и тремя котлами общей мощностью в 50 МВт отложили.
В декабре 1965 года Киевский институт «Теплоэлектропроект» подготовил новый проект с учетом перспективы. Было вновь принято решение о строительстве электростанции мощностью 200 МВт. Электростанция должна была работать на природном газе. В 1969-м состоялся пуск турбоагрегата Сакмарской ТЭЦ  мощностью 60 МВт. Основным топливом станции стал природный газ, резервным – мазут.
Строительство Ириклинской ГРЭС началось после возведения Ириклинской ГЭС. Гидроэлектростанция Ириклинской ГЭС работает с 1959 года и имеет  мощность  30 тыс. кВт. Её строительство началось в 1949 году. Агрегаты ГЭС были введены в строй в 1958 году. 17 апреля 1958 года началось заполнение водохранилища началось, которое завершилось 8 мая 1966 года.  Водохранилище является самым крупным в Оренбургской области. У образованного водохранилища решено было построить ГРЭС.  8 июня 1962 года Правительством СССР было приняло решение о строительстве Ириклинской ГРЭС и расположенного рядом жилого посёлка.
С 1963 года для строителей и работников ГРЭС началось строительство посёлка Энергетик. Строительство первой очереди ГРЭС продолжалось до конца 1975 года; 8 декабря 1975 года сдали в эксплуатацию первую очередь ГРЭС. Её мощность составила 1800 МВт. В 1958 году завершено строительство Ириклинского водохранилища и пущена Ириклинская ГЭС.
Изначально в качестве топлива использовался мазут, в 1976 году станцию перевели на природный газ с газопровода «Бухара-Урал». 17 ноября 1979 года был запущен 8 энергоблок, на этом расширение ГРЭС было закончен:
В настоящее время основными предприятиями по выработке электроэнергии в области являются филиал «Ириклинская ГРЭС» ОАО
«ИНТЕР РАО – Электрогенерация» и ОАО «Оренбургская теплогенерирующая компания». 
В 2013 году электростанциями области выработано 18 085 млн. кВт-ч электрической энергии, из них тепловыми электростанциями 17958 млн.кВт-ч. Тепловые электростанции области вырабатывают 99,3% от общего электроэнергии. Оренбургская энергосистема поставляет за пределы области около 25% вырабатываемой энергии. На предприятиях отрасли в Оренбургской области
работают  12,6 тыс. человек (2014).

## Характеристика
В настоящее время Оренбургская область располагает большим электроэнергетическим потенциалом. Суммарная мощность электростанций составляет около 3,7 млн. кВт. Оренбургская энергосистема входит в состав Объединённой энергосистемы Урала. Диспетчерское управление энергосистемой проводится филиалами ОАО «СО ЕЭС» — Объединенным диспетчерским управлением энергосистемами Урала и Региональным диспетчерским управлением энергосистемы Оренбургской области. Энергосистема области растянулась с запада на восток на 800 км, с севера на юг от 80 до 300 км.
Самая крупная электростанция области — Ириклинская ГРЭС находится на востоке области в южной прибрежной зоне Ириклинского водохранилища. По вырабатываемой мощности (2,4 млн. кВт) она является одной из наиболее крупных ТЭС в России. Ириклинская ГРЭС обеспечивает электроснабжение восточных и центральных районов Оренбургской области, а также поставляет электроэнергию на Урал и в Казахстан.
в области работает всего одна гидроэлектростанция — Ириклинская ГЭС, мощностью 35 тыс. кВт.
В 2013 году в области принята «Схема и программа развития электроэнергетики Оренбургской области на период 2014-2018 гг.»
Гарантирующими поставщиками электроэнергии в области являются: ЗАО "Оренбургсельэнергосбыт",  АО "Оборонэнергосбыт", ООО "Русэнергосбыт", ОАО "ЭнергосбыТ Плюс".

## Крупнейшие электростанции области

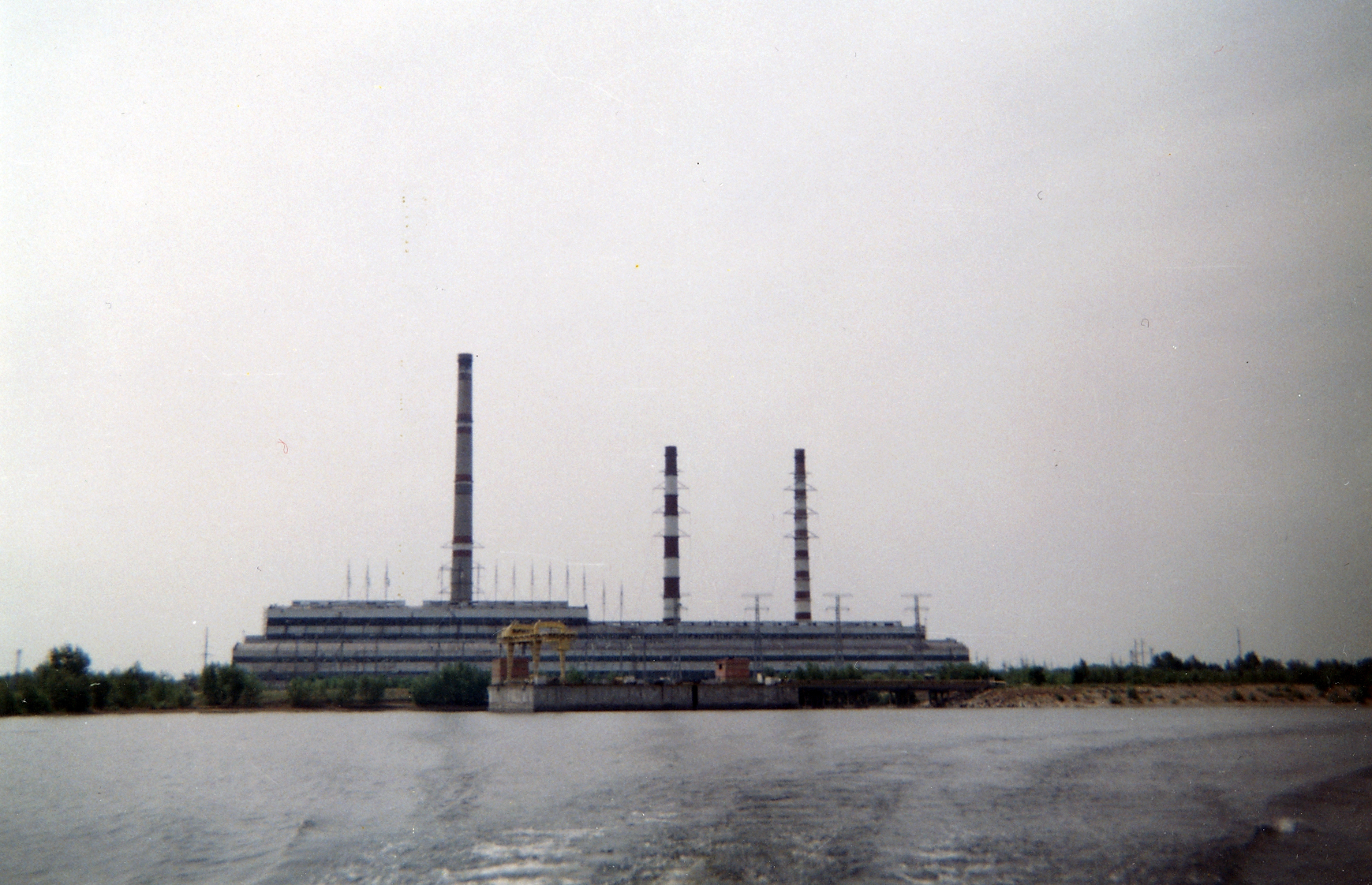
Ириклинская ГРЭС

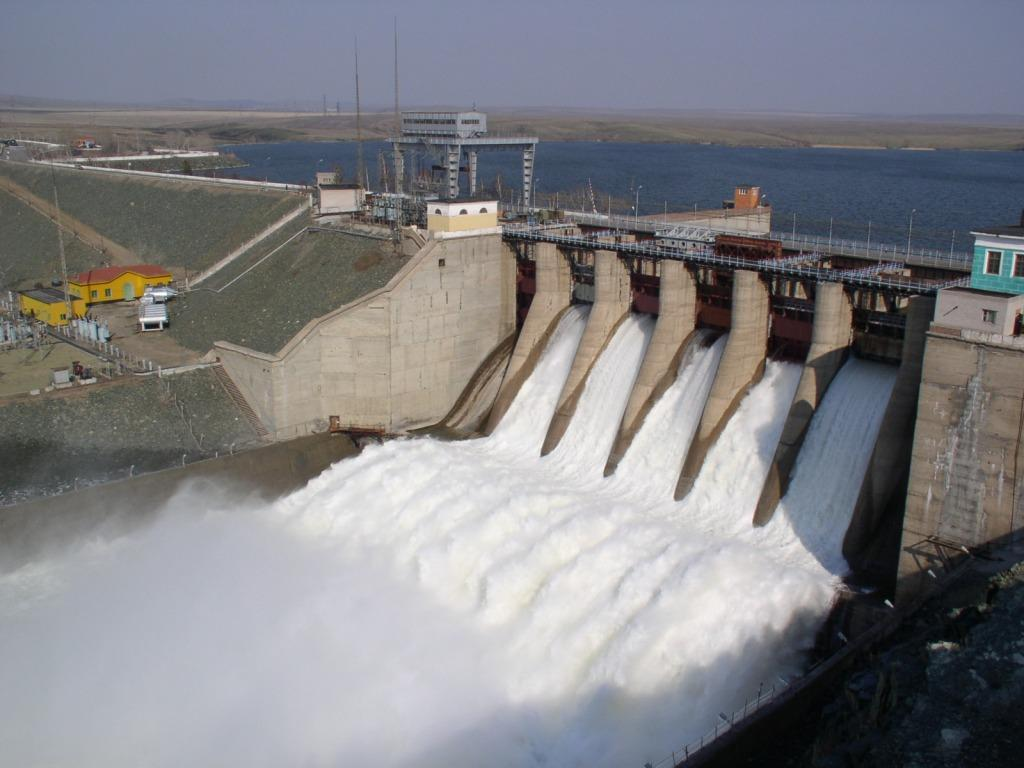
Ириклинская ГЭС

Оренбургская область представлена следующими электростанциями:
- Ириклинская ГРЭС – установленная мощность 2400 МВт[2]. Электростанция обеспечивает электроснабжение восточного и центрального районов Оренбургской области, поставляет электроэнергию в энергосистемы Челябинской области и Республики Казахстан;
- Ириклинская ГЭС – установленная мощность 30 МВт. Обеспечивает электроэнергией близлежащие населенные пункты области;
- Орская ТЭЦ №1 – установленная мощность 245 МВт;
- Сакмарская ТЭЦ – установленная мощность 460 МВт. Находится в северной промышленной зоне Оренбурга, является источником электрификации и теплоснабжения города;
- Каргалинская ТЭЦ – установленная мощность 320 МВт. Расположена в 20 км от Оренбурга, обеспечивает тепловой и электрической энергией, технологическим паром Оренбургский газоперерабатывающий комплекс;
- Медногорская ТЭЦ – установленная мощность 14 МВт;
- ТЭЦ ОАО «Уральская сталь» - установленная мощность 172 МВт.

Орская ТЭЦ-1 (245 МВт), ТЭЦ ОАО «Уральская сталь» (172 МВт) и ТЭЦ ОАО «Гайский ГОК» (24 МВт) находятся в промышленном районе на востоке Оренбургской области. Они обеспечивают электроснабжением и теплофикацией промышленные и жилые здания городов Орска, Новотроицка и Гая.
Суммарная мощность электростанций области энергосистемы составляет около 9670 МВт (2012).

## Электросети
Электросети на напряжение 500-220 кВ в области обслуживаются участками филиала «ОПМЭС»: Оренбургским (промбаза в г. Оренбурге), Орским (промбаза г. Орске), Бузулукским (промбаза в г. Бузулуке).
Сети на 110 кВ и ниже обслуживаются ОАО «МРСК Волги» — «Оренбургэнерго» в составе 4-х производственных отделений (границы производственных отделений совпадают с границами энергетических районов):
- производственное отделение «Восточные электрические сети»;
- производственное отделение «Центральные электрические сети»;
- производственное отделение «Западные электрические сети» ;
- производственное отделение «Северные электрические сети»;
- производственное отделение «Оренбургские городские электрические сети» (г. Оренбург).

## Месторождения
Электростанции области работают на местном сырье.  К настоящему времени в Оренбургской области разведано около 2500 месторождений 75 видов полезных ископаемых. Месторождения создают базу для разработки и реализации  инвестиционных проектов и  отражаются на экономическом развитии области. Извлекаемые запасы нефти находятся на 198 месторождениях и составляют 465,6 млн. тонн.
В области имеются богатые нефтяные, газовые, нефтегазовые и нефтегазоконденсатные месторождения. Среди них Оренбургское газоконденсатное месторождение (600 млрд. кубических метров газа, 270 млн. тонн нефти и конденсата), Царичанское месторождение (25 млн тонн),  Балейкинское месторождение (18,5 млн. тонн), Капитоновское месторождение, Филатовское месторождение, Жуковское месторождение и др.
Оренбургское газоконденсатное месторождение является крупнейшим уникальным месторождением в Европе и содержит газовый конденсат, сероводород, меркаптаны, углекислый газ, гелий и др.

## Альтернативная энергетика
В области развивается альтернативная энергетика с использование солнечной энергии и энергии ветра. Для работы солнечных электростанций в области имеются благоприятные климатические условия. Количеству солнечных дней в году в Оренбургской области близко к этому показателю в городе Симферополь (около 2 200 часов).
Введена в эксплуатацию Орская СЭС мощностью 25.00 МВт., строится Соль-Илецкая запланированной мощностью 25.00 МВт.
строится ветряная Оренбургская ВЭС запланированной мощностью 75.00 МВт.
Орская СЭС является экологически чистой, она построена на золоотвале Орской ТЭЦ-1 и состоит из 100 тыс. фотоэлектрических модулей.
В 2018 г. введены в эксплуатацию Сорочинская СЭС и Новосергиевская СЭС общей мощностью 105 мегаватт.